# Parafia Najświętszej Maryi Panny Wniebowziętej w Lesznie
Parafia Najświętszej Maryi Panny Wniebowziętej w Lesznie – parafia rzymskokatolicka należąca do dekanatu leszczyńskiego archidiecezji poznańskiej. Została utworzona w 1974 roku. Mieści się przy ulicy Czarnoleskiej.

## Proboszczowie
Kościół został przejęty w 1946 przez duszpasterzy z parafii pw. św. Mikołaja w Lesznie., w Uroczystość Wniebowzięcia Najświętszej Maryi Panny.
1.02.1974 r. Arcybiskup Antoni Baraniak erygował obecną parafię, i mianował pierwszym proboszczem dotychczasowego duszpasterza - księdza Bolesława Potrawiaka
- ks. Bolesław Potrawiak (1974-1998)
- ks. Janusz Śmigiel (1998-2010)
- ks. Robert Kmieciak (2010-2020) (zmarł 26 maja 2020 roku[3])
- ks. Arkadiusz Pałka (2020-nadal)